# Strijkkwartet nr. 2 (Bartók)
Het strijkkwartet nr. 2 Sz. 67; BB. 75; opus 17 (lijst 3) van Béla Bartók werd geschreven tussen 1915 en oktober 1917 in Rákoskeresztúr in Hongarije.
Het werk bestaat uit drie delen:
1. Moderato
2. Allegro molto capriccioso
3. Lento

In een brief aan André Gertier beschreef Bartók het eerste deel als in sonatevorm, het tweede deel als "een soort rondo" en het derde deel "moeilijk te omschrijven", maar mogelijk een soort ternaire vorm.
Het werk is beïnvloed door Debussy. Het werd opgedragen aan het Waldbauer-Kerpely-kwartet en zij gaven dan ook de première op 3 maart 1918 in Boedapest. De eerste uitgave van het werk was in 1920 door Universal Edition.